# Marlyn Aaron
Marlyn Aaron (15 oktober 1959) is een Surinaamse politica voor de politieke partij Democratie en Ontwikkeling in Eenheid (DOE). 
Aaron is sinds de oprichting in 1999 lid van de DOE-partij en sindsdien staat zij als kandidaat DNA-lid op de lijst. Zij is ondervoorzitter van de partij, net zoals in de periode van 2004 tot en met 2009. Sinds 2012 zetelt zij namens DOE in de Staatsraad.
Zij geeft les aan de Anton de Kom Universiteit, waar zij geschiedenis heeft gestudeerd. Zij heeft tevens Culturele en Maatschappelijke Vorming gestudeerd aan de Hogeschool Utrecht. 